# Шмигля Сергій Сергійович
Сергі́й Сергі́йович Шми́гля (* 1984) — полковник Збройних сил України, учасник російсько-української війни.

## З життєпису
Лютим 2014 р. капітан Сергій Шмигля здобув звання КМС в гирьовому спорті.
В 2014 році майор Шмигля — замполіт 1-го батальйону 25-ї бригади, Брав участь у боях за Шахтарськ.
Станом на березень 2019 року — заступник командира парашутно-десантного батальйону з морально-психологічного забезпечення, 25-та бригада. Проживає в Гвардійському з донькою та двома синами.
З квітня 2019 р. — заступник командира з морально-психологічного забезпечення 35-ї бригади морської піхоти.

## Нагороди
- Орден Богдана Хмельницького III ступеня (10 жовтня 2019) — за особисту мужність і самовідданість, виявлені під час бойових дій, високий професіоналізм та зразкове виконання службових обов'язків[6]
- Орден «За мужність» III ступеня (1 червня 2022) — за особисту мужність і самовіддані дії, виявлені у захисті державного суверенітету та територіальної цілісності України, вірність військовій присязі[7]
- Медаль «15 років сумлінної служби».